# Álvaro Siza Vieira
Álvaro Joaquim de Melo Siza Vieira GCSE • GOSE • GCIH • GCIP, também conhecido internacionalmente como Álvaro Siza  (Matosinhos, 25 de junho de 1933), é um arquiteto português.
Mais destacado representante da arquitetura modernista de Portugal, foi o primeiro arquiteto do país a receber um Prêmio Pritzker (1992). Recebeu também um Leão de Ouro na Bienal de Veneza (2012) e é conhecido por sua arquitetura universal e particular.

## Biografia
Álvaro Siza Vieira  nasceu em Matosinhos, tradicional porto pesqueiro do Norte de Portugal, junto à cidade do Porto. É filho de Júlio Siza Vieira (1902–1985), engenheiro de formação, e de Cacilda Ermelinda Camacho Carneiro de Melo (1905–2006). Casou-se com Maria Antónia Marinho Leite (1940–1973), com quem teve dois filhos, dos quais um também é arquiteto: Álvaro Leite Siza Vieira. É tio paterno de Pedro Siza Vieira.
Entre 1949 e 1955, estudou na Escola Superior de Belas-Artes do Porto, onde lecionou, de 1966 a 1969, voltando em 1976 (sempre como professor assistente).
Fortemente marcado pelas obras dos arquitetos Adolf Loos, Frank Lloyd Wright e Alvar Aalto, cedo ele conseguiu desenvolver a sua própria linguagem, embebida não só nas referências modernistas internacionais como também na forte tradição construtiva portuguesa, dos quais resultaram obras de grande requinte e detalhe no modernismo português, dos quais se destaca a Casa de Chá da Boa Nova, em Leça da Palmeira. A isto, não é alheio, o relacionamento muito próximo com o arquiteto Fernando Távora, seu professor, e uma das principais referências da Escola do Porto, com quem colaborou de 1955 a 1958, desenvolvendo posteriormente forte amizade e cumplicidade criativa.

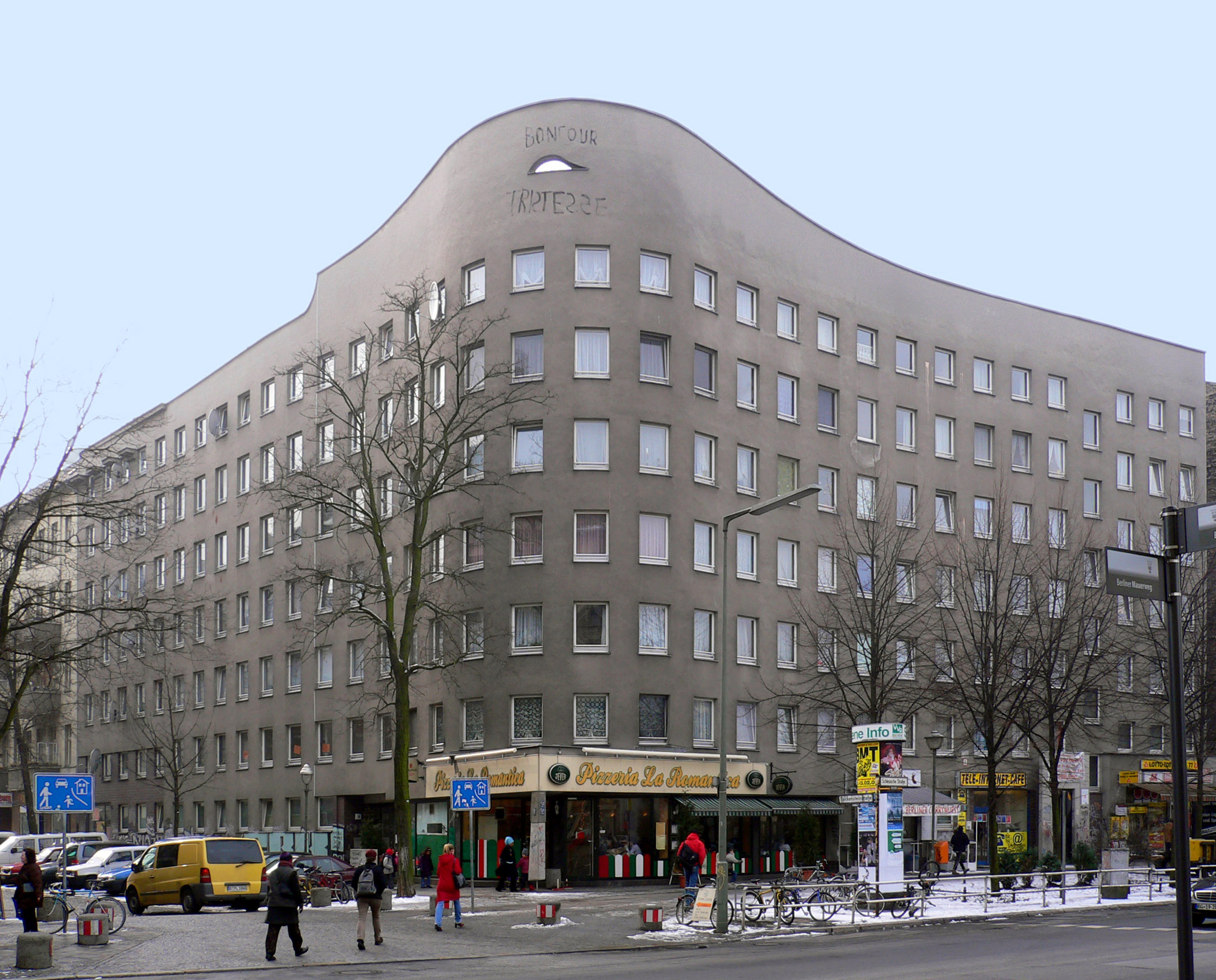
Prédio Bonjour Tristesse, em Berlim.

Criou verdadeiros marcos na história da arquitetura portuguesa e internacional, influenciando várias gerações de arquitetos.[carece de fontes?] Vejam-se as Piscinas de Marés, o Museu de Arte Contemporânea de Serralves, a igreja de Marco de Canaveses, ou mais recentemente, o museu da Fundação Iberê Camargo, em Porto Alegre, no Brasil, onde retorna a umas das suas mais fortes influências de linguagem arquitetónica, Le Corbusier. E este será o principal talento de Siza — conseguir reinterpretar ou mesmo se redesenhar, procurando uma linguagem que, até então, tinha vindo a mostrar em alguns apontamentos de obras recentes complexidade formal aliada a uma aparente simplicidade do desenho.
As suas obras encontram-se por todo o mundo, da América à Ásia, passando por países como Portugal, Espanha, Países Baixos, Bélgica, Brasil, Coreia do Sul, Estados Unidos, entre outros. Nos Países Baixos, dirigiu, de 1985 a 1989, o Plano de Recuperação da Zona 5 de Schilderswijk, em Haia; em 1995, concluiu o projeto para os blocos 6–7–8 de Ceramique Terrein, em Maastricht. É autor do plano de reconstrução da zona do Chiado, em Lisboa, destruído por um incêndio em 1988. Elaborou, em Espanha, o projeto para o Centro Meteorológico da Villa Olimpica em Barcelona; o do Centro Galego de Arte Contemporânea, o da Faculdade de Ciências da Informação, em Santiago de Compostela, e também na Galiza o de um pavilhão polidesportivo na Ilha de Arousa e o do Café Moderno em Pontevedra; a reitoria da Universidade de Alicante; o Edifício Zaida, em Granada; e o Complexo Desportivo Ribero Serralo, em Cornellà de Llobregat.
O edifício da Fundação Nadir Afonso é uma síntese do trabalho arquitetónico de Álvaro Siza, com características muito próprias, como a construção se erguer sobre lâminas e a entrada ser feita por rampa.

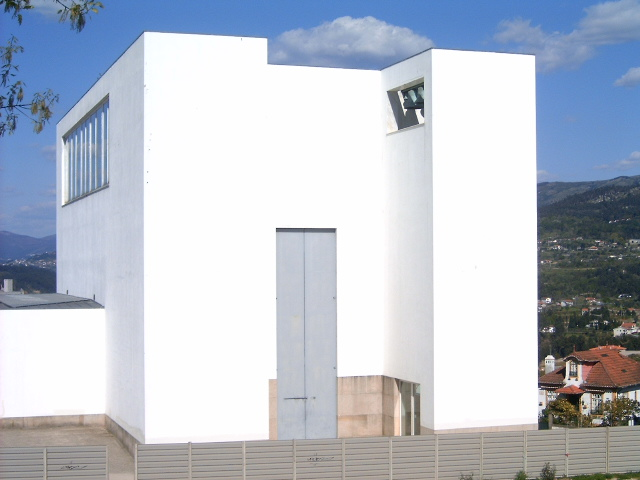
Igreja de Marco de Canaveses, de Álvaro Siza Vieira.

Foi ainda professor visitante na Escola Politécnica Federal de Lausana, na Universidade da Pensilvânia, na Universidade de Los Andes, em Bogotá, e na Universidade Harvard.
Em 2018, o arquiteto colaborou com a marca portuguesa VAVA Eyewear. Desta colaboração, nasceu uma coleção-cápsula com 5 modelos de sol e 5 modelos óticos com design minimalista, futurista e conceptual, inspirados na arquitetura.

## Prémios
- 1981 — Prémio da Associação Internacional dos Críticos de Arte/Secretaria de Estado da Cultura AICA/SEC — Arquitectura
- 1988 — Medalha de Ouro do Colégio de Arquitetos de Madrid
- 1988 — Prémio de Arquitetura Contemporânea Mies van der Rohe[11]
- 1992 — Prémio Pritzker, da Fundação Hyatt, pelo conjunto da sua obra. [12]
- 1993 — Prémio Nacional de Arquitetura, da Associação dos Arquitetos Portugueses.[13]
- Museu Nadir Afonso, Chaves, 2016.1996 — Prémio Secil[14]
- 1988 — Medalha Alvar Aalto

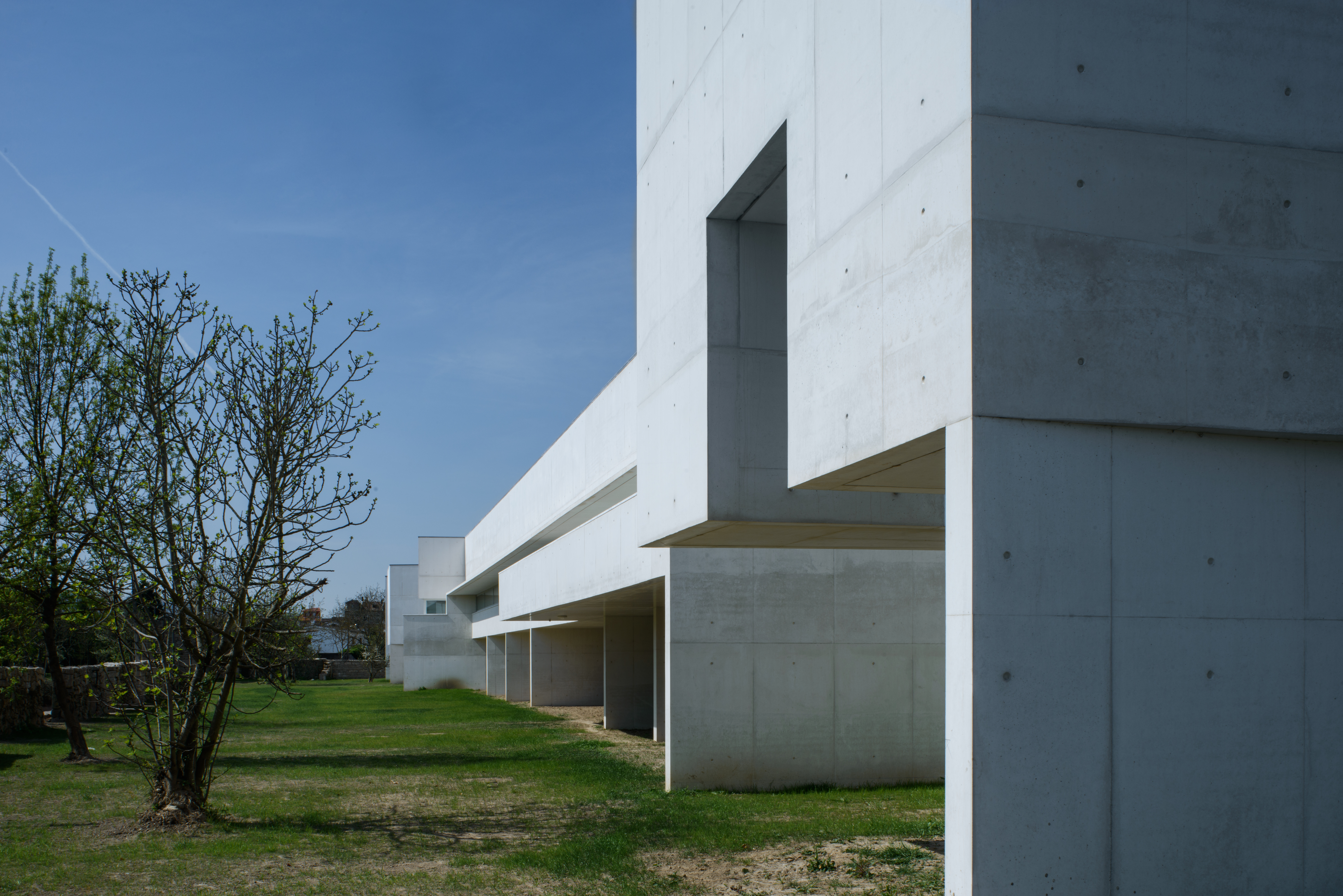
Museu Nadir Afonso, Chaves, 2016.

- 1998 — Prémio Príncipe de Gales da Universidade Harvard
- 1998 — Prémio Imperial do Japão. Praemium Imperiale
- 2000 — Prémio Secil
- 2001 — Prémio Wolf de Artes (2001)[3]
- 2002 — Golden Lion for the Best Project da Bienal de Arquitetura de Veneza: Museu Iberê Camargo, em Porto Alegre.[15][16]
- 2005 — Urbanism Special Grand Prize of France
- 2006 — Prémio Secil
- 2008 — Royal Gold Medal for Architecture, do Royal Institute of British Architects
- 2009 — Medalha de Ouro 2009, do Royal Institute of British Architects
- 2010 — Prémio Luso–Espanhol de Arte e Cultura[17]
- 2012 — Golden Lion for lifetime achievement, Bienal de Arquitetura de Veneza [18]
- 2015 — "Prémio Vida e Obra" da Sociedade Portuguesa de Autores[19]
- 2019 — Prémio Nacional de Arquitectura Espanhol

## Condecorações[20]
- Grande-Oficial da Ordem Militar de Sant'Iago da Espada de Portugal (10 de junho de 1992)[21]
- Grã-Cruz da Ordem do Infante D. Henrique de Portugal (9 de julho de 1999) [21]
- Comendador da Ordem das Artes e das Letras de França (1 de julho de 2011)[22]
- Grã-Cruz da Ordem da Instrução Pública de Portugal (6 de abril de 2017)[21]
- Grã-Cruz da Ordem Militar de Sant'Iago da Espada de Portugal (19 de dezembro de 2023)[23]

## Homenagens

### Doutoramento Honoris causa
- 1992 — Universidade Politécnica de Valência (Espanha)[24]
- 1993 — École Polytechnique Fédérale de Lausanne (Suíça)[25]
- 1995
  - Universidade de Palermo (Itália)[26]
  - Universidad Internacional Menéndez Pelayo (Santander, Espanha)[27]
  - Universidad Nacional de Ingeniería (Lima, Peru)[28]
- 1997 — Universidade de Coimbra (Portugal)[28]
- 1999 — Universidade Lusíada do Porto (Portugal)[28]
- 2000 — Universidade Federal da Paraíba (Brasil)[29]
- 2004 — Università degli Studi di Napoli Federico II (Nápoles, Itália)[30]
- 2005 — Universidade de Arquitetura e Urbanismo Ion Mincu (Bucareste, Roménia)[30]
- 2007 — Università degli Studi di Pavia (Pavia, Itália)[31]
- 2008 — Universidad de Palermo (Buenos Aires, Argentina)[32]
- 2010 —  Universidade Técnica de Lisboa (Portugal)[33]
- 2011
  - Universidade de Aveiro (Portugal)[34]
  - Universidade de Sevilha (Espanha)[35]
- 2013 — Politecnico di Milano (Milão, Itália)[36]
- 2014 — Universidade de Granada (Espanha)[37]
- 2015 —  Universidade de Évora (Portugal)[38]

### Chaves da Cidade
- Porto — Chaves da cidade do Porto, entregues em 10 de fevereiro de 2005 pelo então presidente da Câmara, Rui Rio[39]

### Cidadão honorário
- 2007 — Cidadão honorário da cidade de Matosinhos[26]

### Medalha de honra
- 2007 — Atribuída pela Câmara Municipal de Matosinhos[26]

## Exposições
- 2014, março: Visões da Alhambra, no Fórum de Arquitetura Aedes, Berlim. Comissário: Arq.º António Choupina [40]
- 2014, junho: Visões da Alhambra, no Vitra Campus, Weil am Rhein. Comissário: Arq.º António Choupina — Abertura da Art Basel e da Álvaro–Siza–Promenade [41]
- 2015, fevereiro: Visões da Alhambra, no Palácio de Carlos V, Granada. Comissário: Arq.º António Choupina [42]
- 2015, maio: Visões da Alhambra, no Museu Nacional de Arte, Arquitetura e Design, Oslo. Comissário: Arq.º António Choupina — Visita Oficial do Presidente da República Portuguesa à Noruega [43]
- 2016, julho: Visões da Alhambra, no Museu Aga Khan, Toronto. Comissário: Arq.º António Choupina [44]
- 2017, março: Visões da Alhambra, no Museu de Arte Contemporânea de Serralves, Porto. Comissário: Arq.º António Choupina [45]
- 2017, junho: Arquitectura sobre Tela, no Museu de Arte Contemporânea Nadir Afonso, Chaves. Comissário: Arq.º António Choupina [46]
- 2018, maio: AlfaroSiza, no ESPAI ALFARO, Valência. Comissários: Arq.º António Choupina & Arq.º Fran Silvestre [47]
- 2019, fevereiro: Siza — Unseen & Unknown, no Museu do Desenho de Arquitetura, Berlim. Comissários: Arq.º António Choupina & Dr.ª Kristin Feireiss — Centenário da Bauhaus [48]